# Universiti Malaysia Perlis
Universiti Malaysia Perlis (UNIMAP) – malezyjska uczelnia publiczna w stanie Perlis. Została założona w 2001 roku.